# ألكسندر بيشيرسكي
ألكسندر آيرانوفيتش بيشيرسكي  ( الروسية : Александр Аронович Печерский؛ 22 فبراير 1909 - 19 يناير 1990) كان رئيس اللجنة المنظمة وزعيم أنجح انتفاضة وهروب اليهود الجماعي من معسكر الإبادة النازي خلال الحرب العالمية الثانية ، وهذا حدث في معسكر سوبيبور للإبادة في 14 أكتوبر 1943 , التي كلنت جزء من عملية رينهارد.